# Папа Алони
Папа̀ Алони (на гръцки: Παπά Αλώνι) е село в Егейска Македония, Гърция, в дем Неа Пропонтида, административна област Централна Македония. Според преброяването от 2001 година Папа Алони има 43 жители. Слището е разположено на Халкидическия полуостров, на северния бряг на Торонийския залив, на два километра югоизточно от Агиос Мамас.